# Нормали планировочных элементов
Нормали планировочных элементов разрабатывались в развитие норм проектирования в соответствии с СНиПами. Нормали являлись в СССР частью общей системы нормирования, типизации, унификации и стандартизации в жилищно-гражданском строительстве.
Серия нормалей основных планировочных элементов состоит из:
1. Жилые здания
2. Здания учебно-воспитательного назначения
3. Торговые здания и предприятия общественного питания
4. Предприятия хозяйственно-бытового и коммунального обслуживания
5. Здания зрелищного, культурно-просветительского назначения и спортивные сооружения
6. Здания лечебно-оздоровительного назначения и массового отдыха
7. Здания научно-исследовательских институтов, проектных организаций, административные здания
8. Здания санитарно-курортного назначения
9. Функциональные объемно-планировочные элементы жилых и общественных зданий